# Kōzō Iizuka
Kōzō Iizuka (japanisch 飯塚 幸三, Iizuka Kōzō; * 1. Juni 1931 im Stadtbezirk Nakano, Präfektur Tokio; † 26. Oktober 2024) war ein japanischer Ingenieur und technischer Beamter des Ministeriums für Wirtschaft und Industrie.

## Leben
Er absolvierte die Fakultät für Ingenieurwissenschaften der Universität Tokio, wo er 1953 in der Abteilung für Angewandte Physik sein Studium abschloss und 1972 promovierte. Er spezialisierte sich auf Metrologie, forschte aber auch zu Härtemessung und war Leiter des National Institute of Advanced Industrial Science and Technology.
Des Weiteren war Kōzō Iizuka Vorstandsmitglied der Firma Kubota und als erster Japaner 15 Jahre lang Präsident des Internationalen Komitees für Maße und Gewichte (国際度量衡委員会, Kokusai Doryōkō Iinsai). Der Tag des Messens geht auf seinen Vorschlag zurück. Weiterhin war er Vizepräsident des „Japanese Industrial Standards Committee“ (日本産業標準調査会, Nihon Sangyō Hyōjun Chōsakai, kurz: JISC). 2015 wurde er für die seine Verdienste um die internationalen Handels- und Industrieverwaltungsangelegenheiten mit dem Orden des Heiligen Schatzes ausgezeichnet.
Am 19. April 2019 verursachte Iizuka mit seinem Toyota Prius im Bezirk Ikebukuro in Tokio einen schweren Verkehrsunfall. Er überfuhr eine rote Ampel und einen Zebrastreifen und kollidierte mit einem Müllwagen. Bei diesem Unfall wurden zwei Personen (ein Mädchen und ihre Mutter) getötet und zehn Personen inklusive ihm selbst verletzt. Als Ursache für diesen Unfall wurde angegeben, dass Iizuka auf das Gaspedal trat, als er die Bremsen betätigen wollte. Iizuka war zuvor von einem Arzt angewiesen worden, nicht mehr Auto zu fahren. Nach dem Unfall wurde er mangels Fluchtgefahr nicht in Polizeigewahrsam genommen, in Teilen der japanischen Öffentlichkeit wurde jedoch spekuliert, dass er aufgrund seiner hohen sozialen Stellung eine bevorzugte Behandlung erfahren hatte. Iizuka soll der Führerschein entzogen werden. Im Jahr 2021 wurde ihm sein Preis von 2015 entzogen, weil er eine Freiheitsstrafe von fünf Jahren wegen Verkehrsunfalls akzeptiert hatte.